# Juno, Mexiko
Juno är en ort i Mexiko.   Den ligger i kommunen Matías Romero Avendaño och delstaten Oaxaca, i den sydöstra delen av landet, 500 km sydost om huvudstaden Mexico City. Juno ligger 51 meter över havet och antalet invånare är 257.
Terrängen runt Juno är platt åt sydväst, men åt nordost är den kuperad. Runt Juno är det ganska glesbefolkat, med 28 invånare per kvadratkilometer. Närmaste större samhälle är Palomares, 7,5 km sydväst om Juno. Omgivningarna runt Juno är en mosaik av jordbruksmark och naturlig växtlighet.